# Première avant-garde
L'expression première avant-garde désigne, dans l'histoire du cinéma, l'école française du début des années 1920, qui s'est constituée comme un courant novateur au sein du cinéma commercial.
À ce propos, on parle aussi d’impressionnisme français, par opposition à l’expressionnisme allemand qui a aussi touché le cinéma.

## Caractéristiques du mouvement
Ce mouvement, appelé aussi « impressionnisme français » (dénomination légitimée, après-coup, par Henri Langlois), par opposition à l'expressionnisme allemand, regroupe autour du critique et réalisateur Louis Delluc, les cinéastes Germaine Dulac, Marcel L'Herbier, Abel Gance, Jean Epstein, René Clair. Il s'agit pour eux de faire du cinéma un art radicalement neuf, se détournant du théâtre et de la littérature. En réaction contre l'abus d'adaptations littéraires, ils veulent des scénarios spécialement écrits pour l'écran. 
L'historien Nourredine Ghali écrit : 

« Il convient tout d’abord de se demander quand est apparue la première mention du terme « avant-garde » dans les écrits des critiques. À notre connaissance et au terme de nos recherches en la matière, l'appellation d'« avant-garde », en ce qui concerne le cinéma, est apparue vers la fin de la guerre (1918) sous la plume de « La femme de nulle part », pseudonyme étrange qui semble être celui d'Ève Francis, à moins qu'il ne s'agisse tout bonnement de celui de Louis Delluc, lequel a réalisé un peu plus tard un film portant précisément ce titre. Cette « femme de nulle part » écrit : « Metteurs en scène d'avant-garde, profitez de ce bel été pour vous attacher aux paysages vraiment français. Vos scénarios y gagneront en style, en élégance et en homogénéité ». »

Pour les cinéastes de cette école impressionniste, le langage visuel est primordial, souvent plus important que le sujet. Ils explorent les possibilités visuelles du film par les cadrages, les mouvements, les rythmes, les jeux de lumière et d'ombre, le symbolisme. Leurs films tendent à devenir de véritables symphonies visuelles. Les films les plus représentatifs de cette école sont notamment La Fête espagnole (1920) de Germaine Dulac, El Dorado (1921) de Marcel L'Herbier, La Roue (1923) d'Abel Gance, Paris qui dort (1925) de René Clair, La Glace à trois faces (1927) de Jean Epstein.
Dès la fin des années 1920, cette première avant-garde arrive à son terme. Ses cinéastes se replient vers un compromis : sans renoncer à l'invention artistique, ils souhaitent désormais ménager le public et le commerce du film. René Clair déclare explicitement : « La principale tâche du réalisateur consiste à introduire, par une sorte de ruse, le plus grand nombre de thèmes purement visuels dans un scénario fait pour contenter tout le monde ».
À cette première avant-garde cinématographique, parfois nommée « avant-garde narrative », succède alors une deuxième avant-garde, dadaïste et surréaliste, avec Fernand Léger, Man Ray, Luis Buñuel, rejoints par René Clair et Germaine Dulac. Cette production de films, des courts métrages formalistes financés par le système du mécénat : Le Retour à la raison (1923) de Man Ray, Entr'acte (1924) de René Clair, Ballet mécanique (1924) de Fernand Léger et Dudley Murphy, Cinq Minutes de cinéma pur (1925) de Henri Chomette, Emak Bakia (1926) de Man Ray, Anémic Cinéma (1926) de Marcel Duchamp, La Coquille et le Clergyman (1927) de Germaine Dulac, ainsi qu’Un chien andalou (1928) de Luis Buñuel et Salvador Dalí formeront, avec les films abstraits allemands contemporains — Lichtspiel Opus 1 (1921) de Walter Ruttmann, Rythme 21 (1923) de Hans Richter, Symphonie diagonale (1924) de Viking Eggeling, etc. — le socle de base du futur cinéma expérimental international.

### Documents
- La Première Nouvelle Vague : Delluc et Cie (1re partie) et La Première Nouvelle Vague : Marcel L'Herbier, une révision (2e partie), documentaire en deux parties diffusé en 1968, réalisé par Noël Burch et Jean-André Fieschi (durée totale : 150 minutes), dans le cadre de la série télévisée Cinéastes de notre temps.